# Пустиња Тирари
Пустиња Тирари се налази у Аустралији у северном делу државе Јужна Аустралија. Захвата површину од 15.250 km². Према типу подлоге спада у песковите пустиње.